# Termitobracon emersoni
Termitobracon emersoni är en stekelart som beskrevs av Charles Thomas Brues 1923. Termitobracon emersoni ingår i släktet Termitobracon och familjen bracksteklar. Inga underarter finns listade i Catalogue of Life.